# The House of the Seven Gables (filme)
The House of the Seven Gables é um filme norte-americano de 1940, do gênero drama, dirigido por Joe May e estrelado por George Sanders, Margaret Lindsay e Vincent Price.